# Millennium Tower (Boston)
Pour les articles homonymes, voir Millennium Tower.
La Millenium Tower est un gratte-ciel résidentiel de 207 mètres construit en 2016 à Boston aux États-Unis.